# Oum El Djalil
Oum El Djalil là một đô thị thuộc tỉnh Médéa, Algérie. Dân số thời điểm năm 2002 là 3.664 người.